# رافائل مارسیلو
رافائل "للو" مارسیلو (تلفظ در ایتالیایی: [raffaˈɛːle marˈtʃɛllo];  زاده ۱۷  دسامبر ۱۹۹۴) یک راننده مسابقه‌ای حرفه‌ای ایتالیایی الاصل سوئیسی است که در حال حاضر در مسابقات جهانی استقامتی و کاپ جهانی اروپا چلنج جی‌تی برای تیم ب‌ام‌و ام دبلیو ‌آر تی رانندگی می‌کند. او که عضو سابق آکادمی رانندگان تیم ایتالیایی فراری بود، قهرمان فرمول سه اروپا در سال ۲۰۱۳، راننده ذخیره و تست تیم فرمول یک ساوبر در سال  ۲۰۱۵ بود و سه فصل را در سری مسابقات جی‌پی۲ شرکت کرد. او در سال ۲۰۱۷ به مسابقات اتومبیلرانی جی‌تی‌ روی آورد و قبل از ۲۰۱۸ تبدیل به راننده کارخانه مرسدس تبدیل شد، با بی‌ام‌و قرارداد امضا کرد. در سال ۲۰۲۲، مارسیلو اولین پیروزی بزرگ خود در مسابقه استقامتی را با برنده شدن در مسابقه ۲۴ ساعته اسپا به دست آورد.

## اوایل حرفه

### کارتینگ
مارسیلو در سال ۲۰۰۵ برای اولین بار در مسابقات کارتینگ شرکت کرد او در مسابقات قهرمانی اروپا شرکت کرد و از رده های نوجوانان تا سال ۲۰۱۰ به رده کا‌اف۲ رانندگی کرد.

### فرمول سه
مارسیلو در سال ۲۰۱۱ به مسابقات قهرمانی فرمول سه ایتالیا رفت و به تیم پریما پاورتیم پیوست. او در مسابقات میسانو و آدریا پیروز شد و چهار سکوی دیگر نیز در این مسابقات کسب کرد اما با وجود فصلی موفقیت آمیز عنوان تازه کار فصل را به مایکل لوئیس داد، اما راننده مایسانو را با هفت امتیاز شکست داد. 

### سری مسابقات تویوتا
مارسیلو در مسابقات خارج از فصل ۲۰۱۲ در سری مسابقات تویوتا مستقر در نیوزلند شرکت کرد و با پیروزی در مسابقه همپتون داونز، مقام نهمی را در این مسابقات قهرمانی به دست آورد. 

### سری مسابقات جی‌پی۲

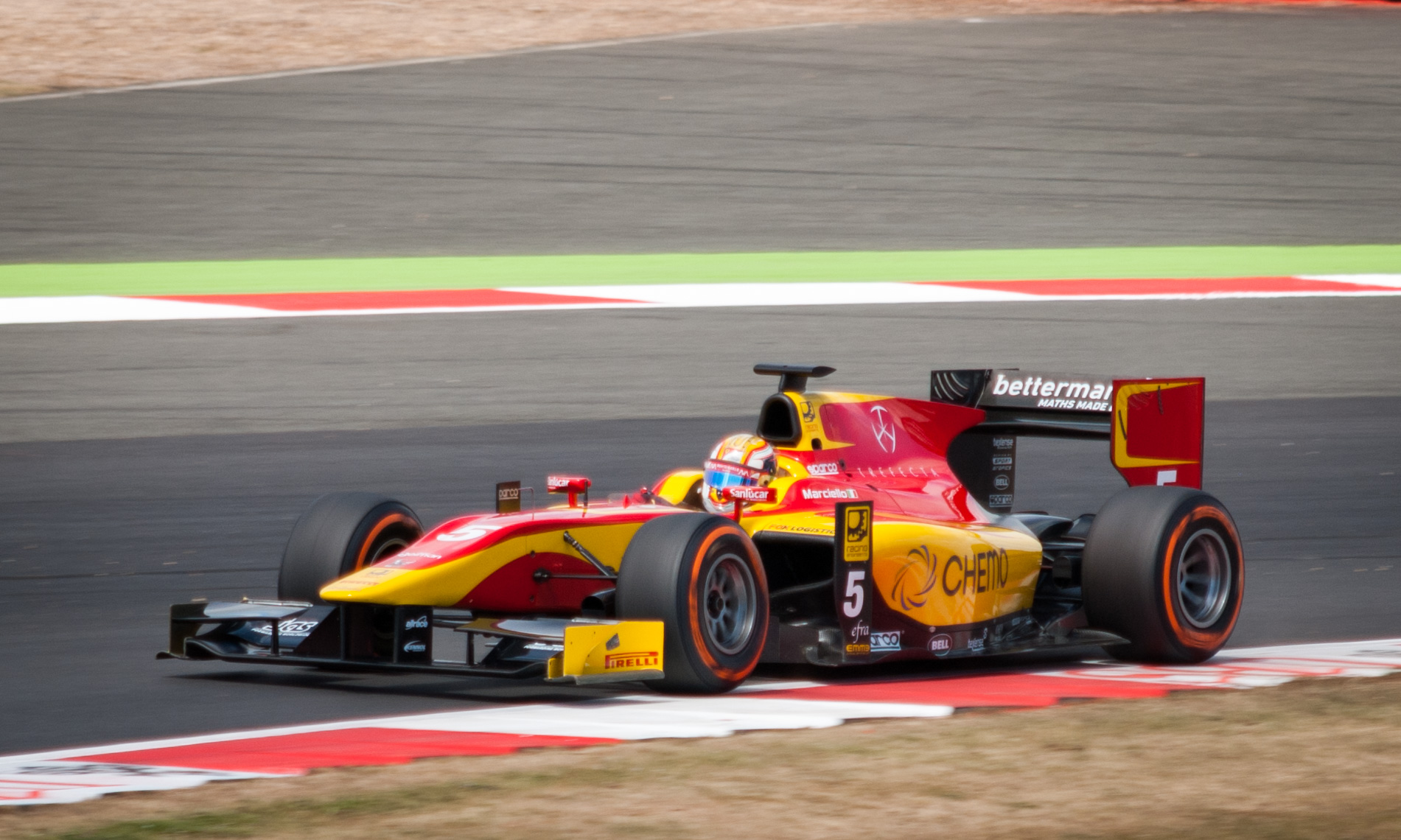
مارسیلو تنها پول پوزیشن خود را در سیلورستون در سال ۲۰۱۴ بدست آورد.

مارسیلو پس از تستی با هر دو خودرو مسابقات جی‌پی۲ و سری جهانی در کاتالونیا در اکتبر ۲۰۱۴، به دنبال رانندگی در سری مسابقات جی‌پی۲ یا سری مسابقات جهانی توسط رنو برای سال ۲۰۱۴ بود. 
در ۲۰ ژانویه ۲۰۱۴، آکادمی رانندگان فراری اعلام کرد که مارسیلو در سری مسابقات جی‌پی۲ در سال ۲۰۱۴ مسابقه خواهد داد. با این حال، آنها تیمی که او در این مسابقات رانندگی خواهد کرد را تأیید نکردند.  در ۱۸ فوریه، اعلام شد که او برای تیم ریسینگ انجینیرینگ در این مسابقات رانندگی خواهد کرد. 
مارسیلو پس از رقابت نزدیک با راننده جوان تیم مک‌لارن اشتوفل واندورن در دور های پایانی، به اولین پیروزی خود در سری مسابقات جی‌پی۲ در مسابقه ویژه پیست اسپا-فرانکورشان دست یافت.
او در سال ۲۰۱۵ به تیم تریدنت ریسینگ پیوست،  او در پایان فصل ۲۰۱۵ با فصلی و عملکردی متوسط در مجموع هفتم شد.
مارسیلو در فصل ۲۰۱۶ جایگزین میچ ایوانز در تیم راشن تایم شد و در این مسابقات حضور پیدا کرد.

### فرمول یک
در ۲۶ نوامبر ۲۰۱۴، مارسیلو اولین حضور خود را در فرمول یک را پشت فرمان فراری اف۱۴ تی در طی تست های پس از پایان فصل در پیست یاس مارینا انجام داد. او با نیم ثانیه عقب‌تر از پاسکال وهرلین که با خودرو مرسدس فرمول یک دبلیو۰۵ هایبریدی رانندگی می‌کرد زمان دوم را ثبت کرد.

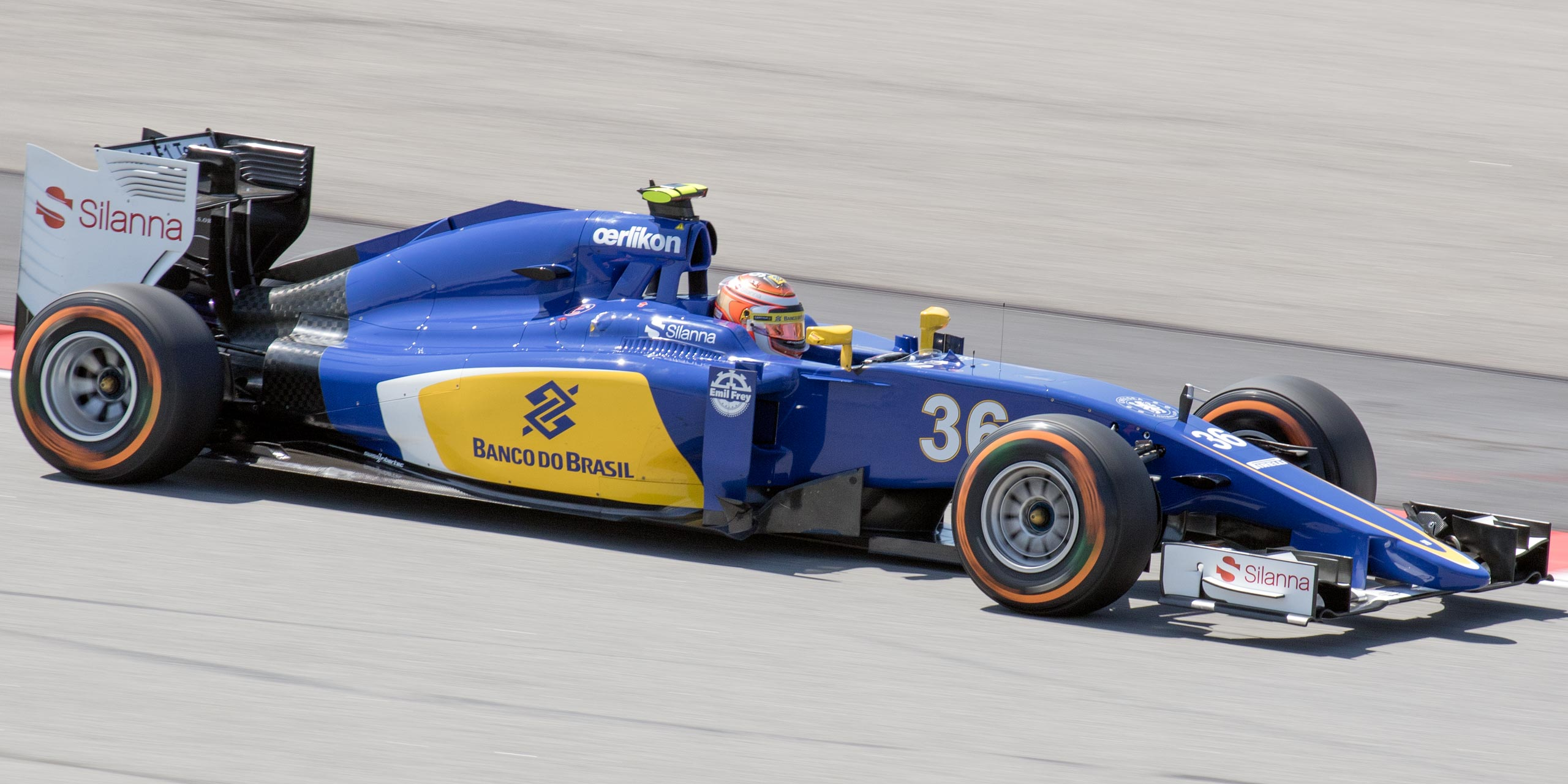
مارسیلو در حین تمرین آزاد برای گرندپری مالزی فصل ۲۰۱۵